# Liste des albums musicaux numéro un au Billboard 200 en 1966
Cette page liste les albums musicaux ayant eu le plus de succès au cours de l'année 1966 aux États-Unis d'après le magazine Billboard.

## Historique
| Date         | Artiste(s)                  | Titre                                 | Référence |
| ------------ | --------------------------- | ------------------------------------- | --------- |
| 1er janvier  | Herb Alpert's Tijuana Brass | Whipped Cream and Other Delights      |           |
| 8 janvier    | The Beatles                 | Rubber Soul                           |           |
| 15 janvier   | The Beatles                 | Rubber Soul                           |           |
| 22 janvier   | The Beatles                 | Rubber Soul                           |           |
| 29 janvier   | The Beatles                 | Rubber Soul                           |           |
| 5 février    | The Beatles                 | Rubber Soul                           |           |
| 12 février   | The Beatles                 | Rubber Soul                           |           |
| 19 février   | Herb Alpert's Tijuana Brass | Whipped Cream and Other Delights      |           |
| 26 février   | Herb Alpert's Tijuana Brass | Whipped Cream and Other Delights      |           |
| 5 mars       | Herb Alpert's Tijuana Brass | Going Places                          |           |
| 12 mars      | SSgt. Barry Sadler          | Ballad of the Green Berets            |           |
| 19 mars      | SSgt. Barry Sadler          | Ballad of the Green Berets            |           |
| 26 mars      | SSgt. Barry Sadler          | Ballad of the Green Berets            |           |
| 2 avril      | SSgt. Barry Sadler          | Ballad of the Green Berets            |           |
| 9 avril      | SSgt. Barry Sadler          | Ballad of the Green Berets            |           |
| 16 avril     | Herb Alpert's Tijuana Brass | Going Places                          |           |
| 23 avril     | Herb Alpert's Tijuana Brass | Going Places                          |           |
| 30 avril     | Herb Alpert's Tijuana Brass | Going Places                          |           |
| 7 mai        | Herb Alpert's Tijuana Brass | Going Places                          |           |
| 14 mai       | Herb Alpert's Tijuana Brass | Going Places                          |           |
| 21 mai       | The Mamas and the Papas     | If You Can Believe Your Eyes and Ears |           |
| 28 mai       | Herb Alpert's Tijuana Brass | What Now My Love                      |           |
| 4 juin       | Herb Alpert's Tijuana Brass | What Now My Love                      |           |
| 11 juin      | Herb Alpert's Tijuana Brass | What Now My Love                      |           |
| 18 juin      | Herb Alpert's Tijuana Brass | What Now My Love                      |           |
| 25 juin      | Herb Alpert's Tijuana Brass | What Now My Love                      |           |
| 2 juillet    | Herb Alpert's Tijuana Brass | What Now My Love                      |           |
| 9 juillet    | Herb Alpert's Tijuana Brass | What Now My Love                      |           |
| 16 juillet   | Herb Alpert's Tijuana Brass | What Now My Love                      |           |
| 23 juillet   | Frank Sinatra               | Strangers in the Night                |           |
| 30 juillet   | The Beatles                 | Yesterday and Today                   |           |
| 6 août       | The Beatles                 | Yesterday and Today                   |           |
| 13 août      | The Beatles                 | Yesterday and Today                   |           |
| 20 août      | The Beatles                 | Yesterday and Today                   |           |
| 27 août      | The Beatles                 | Yesterday and Today                   |           |
| 3 septembre  | Herb Alpert's Tijuana Brass | What Now My Love                      |           |
| 10 septembre | The Beatles                 | Revolver                              |           |
| 17 septembre | The Beatles                 | Revolver                              |           |
| 24 septembre | The Beatles                 | Revolver                              |           |
| 1er octobre  | The Beatles                 | Revolver                              |           |
| 8 octobre    | The Beatles                 | Revolver                              |           |
| 15 octobre   | The Beatles                 | Revolver                              |           |
| 22 octobre   | The Supremes                | The Supremes A' Go-Go                 |           |
| 29 octobre   | The Supremes                | The Supremes A' Go-Go                 |           |
| 5 novembre   | Bande originale             | Doctor Zhivago                        |           |
| 12 novembre  | The Monkees                 | The Monkees                           |           |
| 19 novembre  | The Monkees                 | The Monkees                           |           |
| 26 novembre  | The Monkees                 | The Monkees                           |           |
| 3 décembre   | The Monkees                 | The Monkees                           |           |
| 10 décembre  | The Monkees                 | The Monkees                           |           |
| 17 décembre  | The Monkees                 | The Monkees                           |           |
| 24 décembre  | The Monkees                 | The Monkees                           |           |
| 31 décembre  | The Monkees                 | The Monkees                           |           |